# Aplastodiscus
Aplastodiscus és un gènere de granotes de la família dels hílids.
Resideix principalment a les regions del sud-est del Brasil prop de la costa atlàntica. L'excepció és l'Aplastodiscus perviridis que es troba principalment al Brasil, però també s'ha documentat que es troba a l'Argentina i podria residir al Paraguai.
La revisió principal del gènere Hylidae el va ampliar per incloure 12 espècies més originàries de Hyla. Abans de la revisió només hi havia 2 espècies. Actualment hi ha 16 espècies descrites amb l'addició més recent Aplastodiscus heterophonicus descrita el 2021.

## Espècies
Actualment hi ha 16 espècies descrites Aplastodiscus:
- Aplastodiscus albofrenatus (A. Lutz, 1924)
- Aplastodiscus albosignatus (A. Lutz i B. Lutz, 1938)
- Aplastodiscus arildae (Cruz i Peixoto, 1987)
- Aplastodiscus cavicola (Cruz i Peixoto, 1985)
- Aplastodiscus cochranae (Mertens, 1952)
- Aplastodiscus ehrhardti (Müller, 1924)
- Aplastodiscus eugenioi (Carvalho-e-Silva i Carvalho-e-Silva, 2005)
- Aplastodiscus flumineus (Cruz i Peixoto, 1985)
- Aplastodiscus heterophonicus (Pinheiro, Pezzuti, Berneck, Lyra, Lima & Leite, 2021)
- Aplastodiscus ibirapitanga (Cruz, Pimenta, i Silvano, 2003)
- Aplastodiscus leucopygius (Cruz i Peixoto, 1985)
- Aplastodiscus lutzorum (Berneck, Giaretta, Brandao, Cruz &i Haddad, 2017)
- Aplastodiscus musicus (B. Lutz, 1949)
- Aplastodiscus perviridis (A. Lutz en B. Lutz, 1950)
- Aplastodiscus sibilatus (Cruz, Pimenta, i Silvano, 2003)
- Aplastodiscus weygoldti (Cruz i Peixoto, 1987)

## Amenaces
Actualment cap de les espècies està amenaçada. Les poblacions d'algunes de les espècies estan disminuint i les causes inclouen desenvolupament residencial i comercial, incursions i pertorbacions humanes, modificacions dels sistemes naturals, agricultura i aqüicultura, contaminació, ús de recursos biològics i altres espècies invasores problemàtiques, gens i malalties. Moltes de les espècies tenen dades insuficients, es necessita més investigació per entendre la salut precisa de la seva població d'espècies.